# 禧玛诺
禧玛诺（英語：Shimano, Inc.）原名岛野工业株式会社，是一家日本自行车零部件（销售高达全球该市场份额的80%）、渔具和划船用品製造商，在2008年前也曾生产高尔夫和单板滑雪用品。屬於三和集團。

## 介绍
1921年，島野庄三郎在日本大阪府堺市成立了島野鐵工所。
1956年起开始生产自行车变速器。
1991年官方名称由汉字“島野”改为其日语发音的假名シマノ（ShiMaNo）。

## 單車
禧玛诺的單車套件由最貴至最便宜（速別由多至少）分別如下：
| 公路車       | 山地車   |
| ------------ | -------- |
| Dura-Ace     | XTR      |
| Ultegra      | Deore XT |
| 105          | SLX      |
| Tiagra       | Deore    |
| Sora         | Alivio   |
| Claris       | Acera    |
| Tourney A070 | Altus    |